# Terje Krokstad
Terje Krokstad, né le 1er octobre 1956 à Krokstadøra, est un biathlète norvégien.

## Biographie
Sa première expérience internationale date de 1977, où il devient champion du monde junior de relais. Lors de la saison suivante, il fait ses débuts dans la Coupe du monde et les Championnats du monde (13e du sprint). En 1979, il monte sur ses premiers podiums individuels à Jáchymov, lieu même où il gagne sa seule course deux ans plus tard à l'individuel. Il totalise jusqu'en 1985, cinq podiums individuels dans cette compétition.
Il remporte la médaille de bronze de l'individuel aux Championnats du monde 1983, derrière Frank Ullrich et son compatriote Eirik Kvalfoss.
Il participe aussi aux Jeux olympiques d'hiver de 1980 et de 1984.

## Palmarès

### Jeux olympiques d'hiver
| Épreuve / Édition   | Individuel | Sprint | Relais |
| ------------------- | ---------- | ------ | ------ |
| JO 1980 Lake Placid | -          | 17e    | -      |
| JO 1984 Sarajevo    | -          | 18e    | -      |

### Championnats du monde
- Championnats du monde 1982 à Minsk :
  -  Médaille de bronze à l'individuel.

### Coupe du monde
- Meilleur classement général : 7e en 1981 et 1984[1].
- 5 podiums individuels : 1 victoire, 1 deuxième place et 3 troisièmes places.
- 6 podiums en relais.